# Annie Verlee
Anna Cornelia Henriette Wilhelmine (Annie) Smid-Verlee (Amsterdam, 1925) was de coach van Sjoukje Dijkstra en Joan Haanappel.
Toen Annie negen jaar was, werd op 24 november 1934 de eerste kunstijsbaan van Nederland geopend aan de Linnaeusparkweg in Amsterdam. Als speciale attractie kwam de Noorse Sonja Henie daar een demonstratie kunstrijden geven. Zij was de Olympische kampioene van 1928 en 1932. Annie was zo onder de indruk, dat zij zelf ook zo wilde leren schaatsen.
Later werd Annie Verlee de coach van Sjoukje Dijkstra en Joan Haanappel. Toen in 1950 de ijshal in de Apollohal in Amsterdam sloot, moesten Annie Verlee en Sjoukje gaan trainen op de Houtrustbaan in Den Haag, waar Sjoukje Joan Haanappel ontmoette, die ook bij Annie Verlee trainde. Het werden dikke vriendinnen. In 1951 ging Annie Verlee met haar pupillen in een vrachtvliegtuig naar Londen, om zes weken te trainen bij de Zwitserse coach Arnold Gerschwiler (1914-2003), die in Twickenham woonde en daar les gaf op de Richmond ijsbaan, die in 1992 werd afgebroken.
In 1954 traden de jongedames op bij het Europese kampioenschap in het Italiaanse Bolzano. Ze werden 18de en 19de. Twee jaar later ging Verlee met Dijkstra naar de Olympische Spelen in Cortina d'Ampezzo, waar deze 12de werd.
Annie Verlee heeft een dochter, Fiori Smid, die als driejarige al met schaatsen begon. Zij is vanaf 2014 op de Jaap Edenbaan hoofdtrainster van Figure Skating Amsterdam.